# Poya variata
Poya variata là một loài bướm đêm trong họ Geometridae.